# Obleganje Fort Henryja (1782)
Drugo obleganje Fort Henryja je bil tridnevni spopad med ameriško revolucionarno vojno, ki se je začel 11. septembra 1782. Sile okoli 260 bojevnikov plemen Wyandot, Shawnee, Mingo in Lenape so napadle Fort Henry (Zahodna Virginija), ameriško utrdbo na območju današnjega Wheelinga, Zahodna Virginija. Spremljalo jih je 40 vojakov iz Butler's Rangers, britanskega provincialnega polka. Obleganje je bil eden zadnjih spopadov revolucionarne vojne. V 19. stoletju je zgodba o obleganju postala Američanom dobro znana zaradi "podviga s smodnikom" dekleta Betty Zane.

## Ozadje
Zgrajen leta 1774 med vojno lorda Dunmoreja na pečini nad reko Ohio, je Fort Henry ščitil naseljence, ki so se začeli seliti na to območje leta 1769. Do leta 1782 je v bližini utrdbe živelo približno 25 družin, vključno z Ebenezerjem Zaneom in njegovim bratom Silasom.
Lesena palisada utrdbe je obsegala območje približno pol hektarja z bastijoni na vsakem vogalu. Znotraj so bili skladišče, vojašnice, več koč in vodnjak. Na strehi vojašnice je bil nameščen vrtljivi top. Fort Henry ni imel redne garnizije in je bil običajno nezaseden. Večina razpoložljivega smodnika je bila shranjena v Zaneovi utrjeni hiši približno 70 metrov od utrdbe.
Med revolucionarno vojno je bilo območje podvrženo številnim napadom Indijancev. Pred letom 1782 je bilo najpomembnejše kratko obleganje septembra 1777, ko je nekaj sto Wyandotov, Mingov, Shawneejev in Lenapejev poskušalo zavzeti utrdbo.

## Obleganje
Poleti 1782 so uradniki britanskega indijanskega oddelka zbrali vojsko bojevnikov Wyandot, Shawnee, Mingo in Lenape v vasi Shawnee Chillicothe. Avgusta je več sto teh bojevnikov prečkalo reko Ohio s četo stotnika Williama Caldwella iz Butler's Rangers in napadlo Bryan Station. Kasneje so premagali enoto milice iz Kentuckyja v bitki pri Blue Licks. Septembra je približno 260 bojevnikov in 40 Butlerjevih rangerjev pod poveljstvom stotnika Andrewa Bradta oblegalo Fort Henry.
John Lynn, ameriški izvidnik, je opazil Bradtovo odpravo nekaj ur, preden je dosegla Fort Henry. To je prebivalcem dalo čas, da so pobegnili v utrdbo in zasedli zidove. Ebenezer Zane se je odločil ostati v svoji utrjeni hiši skupaj z nekaj družinskimi člani, prijatelji in dvema sužnjema, medtem ko je njegov brat Silas prevzel poveljstvo nad utrdbo. Silas je imel manj kot 20 mož za obrambo utrdbe, medtem ko se je znotraj zateklo približno štirideset žensk in otrok. Med njimi je bila tudi Silasova in Ebenezerjeva najstniška sestra Betty Zane.
Zane je poročal, da ko so Bradtove sile 11. septembra dosegle Fort Henry, so "postavile svoje linije okoli garnizije, razobesile britanske zastave in zahtevale predajo utrdbe, kar je bilo zavrnjeno." Okoli polnoči so rangerji in bojevniki poskušali zavzeti utrdbo in jo zažgati, vendar so bili odbiti. Tisto noč sta bila izvedena še dva poskusa, tako na utrdbo kot na Zaneovo utrdbo.
Do zore drugega dne obleganja je zaloga smodnika v utrdbi začela pohajati. Betty Zane se je javila, da bo prinesla smodnik iz hiše svojega brata. Trdila je, da sovražnik ne bo tako nagnjen k streljanju na žensko in da nobenega od moških, ki so branili utrdbo, ni mogoče pogrešati. Okoli poldneva so odprli vrata Fort Henryja in Betty je pretekla 70 jardov (64 metrov) do blokovske hiše. Medtem, ko so jo domorodni bojevniki dražili, nanjo niso streljali in varno je prispela do bratove hiše. Na povratku so nekateri bojevniki spoznali, kaj nosi in odprli ogenj, vendar je ušla nepoškodovana. Večina virov navaja, da je Betty smodnik nosila zavitega v prt ali predpasnik.
Bradt je tisti večer ponovno napadel utrdbo, vendar je bil spet odbit. Bradt je naslednje jutro umaknil svoje sile. Po poročilu Ebenezerja Zanea je bila med tistimi, ki so se zatekli v utrdbo, ranjena le ena oseba.
O obleganju so bile podane številne neverjetne trditve. V knjigi History of the Early Settlement And Indian Wars of Western Virginia, objavljeni leta 1851, je Wills De Haas zapisal, da je skupina domorodnih bojevnikov poskušala izdelati top iz drevesnega debla. Improvizirani top je eksplodiral in ubil večino njih. Zgodnejša različica te zgodbe se pojavlja v knjigi Chronicles of Border Warfare Alexandra Scotta Withersa. Zgodovinar Eric Sterner je predlagal, da ima epizoda "vonj po obmejni legendi." De Hass je tudi zmotno pripisal Simonu Girtyju, "belem divjaku", organizacijo in vodenje napada na Fort Henry. Simon Girty ni bil prisoten pri obleganju, vendar je bil njegov brat James z Bradtom kot tolmač.

## Zapuščina
Več pesnikov je pisalo o Betty Zane. John S. Adams je napisal pesem z naslovom "Elizabeth Zane", ki je bila prvič objavljena leta 1880 v reviji St. Nicholas, otroški reviji, kasneje pa vključena v antologijo Poems on Ohio iz leta 1911. Pesnik in politik Thomas Dunn English, ki se je prepiral z Edgarjem Allanom Poejem, je napisal "Betty Zane", dolgo pripovedno pesem v jambskih rimajočih se dvostihovih, ki je bila vključena v njegovo antologijo American Ballads iz leta 1879 in kasneje v njegovo antologijo iz leta 1885, The Boy's Book of Battle Lyrics.
Leta 1923 je bil postavljen spomenik Betty Zane čez reko od Wheelinga v [[Martins Ferryju, Ohio, njenem domu po poroki. Martin's Ferry gosti letni festival Betty Zane Days vsaj od leta 1994. Predel, skupnostni center in cesta severozahodno od Wheelinga v Zahodni Virginiji so prav tako poimenovani po njej.
Prapranečak Betty Zane, plodovit ameriški avtor Zane Grey, je napisal svoj prvi roman o njej, z naslovom Betty Zane. Roman je bil objavljen leta 1903 in ponovno izdan leta 1974 kot The Last Ranger. Ko Grey ni mogel najti založnika za knjigo, je uporabil denar svoje žene za plačilo tiskanja. Grey je kasneje svojo hčerko poimenoval Betty Zane po svoji slavni praprateti.